# Желєзніца
Желєзніца (мак. Железница)— село в північно-східній частині Північної Македонії, в громаді Кратово, в околицях міста Кратово.

## Географія та розташування
Желєзніца — село, розташоване в північній частині громади Кратово, а його атар межує з територією громади Ранковце Розташоване в долині Кратівської Ріки з її правого боку, з околицями, розкиданими вздовж західного схилу Осогово. Через те, що село знаходиться на відстані близько 3 кілометрів на північний захід від Кратова, воно відноситься до його сільської зони.
Желєзніца — це горбисте і розкидане село розбитого типу з околицями, розташованими на висоті від 640 до 790 метрів над рівнем моря. Середня висота 640 м. Частиною Железниці є околиці: Врбіца, Бел Камень, Мішинці та інші. Через саме село проходить головна регіональна дорога, яка з'єднує Кратово з Куманово і Криву Паланку через Страцін.
Атар села Железниця займає площу 9,1 км2, з них пасовища займають площу 377,7 га, ліси займають 347,8 га, рілля 198,6 га.

## Історія
Назва села пов’язана з залізними копальнями, які розкидані по всій території і використовувалися з давніх часів. Найдавніші записи про село Желєзніца походять із великих турецьких переписів 16 століття, коли воно було імперським хасом і в ньому проживало 40 македонських християнських сімей, 22 неодружених, 4 вдови та 2 мусульманські двори. В османських податкових реєстрах немусульманського населення Кратовщини 16/18/19 рр. село відоме під назвою Желєзніца, яке на той час мало лише 16 дворів.
У 19 столітті Желєзніца стала екзархічним селом у Кратовській казазі Османської імперії. За статистикою Василя Кьнчова з 1900 року, Желєзниця має 300 жителів. Македонський революціонер Ґьорче Петров також дає дуже короткий опис села Желєзніца у своїй книзі «Материјали по изучувањето на Македонија» за 1896 рік, де він писав, що: Желєзніца розташована ¼ години праворуч від Железної Порти, після чого отримав свою назву. Це бідне село з 45 будинками, і більшість його мешканців є ратами (оплачуваними сільськогосподарськими робітниками), які працюють переважно на міських виноградниках. На початку 20 століття населення перебувало під владою Болгарського екзархату. За даними секретаря екзархату Димитра Мішева, у 1905 році в Желєзниці під владою Болгарського екзархату було 240 болгар.

## Економіка
За складом атару село Желєзница має змішане сільськогосподарське призначення. Дані про економічне становище села Желєзніца наприкінці 19 століття були наведені Гьорче Петровим, який писав, що це було бідне село з 45 будинками, і більшість його жителів були ратаї (наймані сільськогосподарські робітники), які переважно працювали на міських виноградниках. Через близькість до Кратово та хороше сполучення з асфальтованою дорогою велика кількість жителів все ще працює на навколишніх фабриках і виробничих підприємствах у місті Кратово. Мешканці Желєзниці працюють на довколишніх фабриках і заводах різаних і шліфованих плит, які використовуються для потреб металургії «Иднина Змеј» і «Техно-Абразив», на заводі «Добра Вода», в довколишніх кар'єрах каменю для будівництва та рудних родовищ, а також працюють автоперевізниками та будівельниками в Скоп’є, Куманово та по всій Македонії.
Частина населення займається сільським господарством, насамперед тваринництвом, тобто розведенням кіз, а в долині Кратовської Реки із зерна вирощують кукурудзу та овочеві культури, переважно цибулю, часник, помідори, перець, огірки, які вирощують на подвір’ях. власні потреби. У турецьких переписних книгах 16 століття про село Желєзніца написано, що воно виробляло пшеницю, зерно, зерно, сочевицю, виноград, вино, сіно, горіхи, розводили свиней і бджіл, також був млин, і жителі Кратова обробляли землю в Сінорі села, за яку було сплачено загальний податок 5200 актів.

## Населення
Село Желєзніца має стабільну чисельність населення з постійним, але незначним спадом. Кількість жителів села Желєзніца в 1961 році становила 397 осіб, а в 1994 році було 267 жителів, усі македонці. Протягом багатьох років, крім невеликої кількості сербів, в селі не проживало інших національностей.
Згідно з переписом 2002 року, село Желєзніца налічувало 220 жителів, усі македонці.
Згідно з останнім переписом населення 2021 року в селі проживало 166 жителів, з них 154 македонці, 1 залишився та 11 осіб без даних.
Розподіл населення за національністю за даними перепису 2021 року:
| Мова           | Відсоток |
| -------------- | -------- |
| македонці      | 92,77%   |
| не визначилися | 6,63%    |
| інші           | 0,6%     |